# Semiothisa septemfluaria
Semiothisa septemfluaria là một loài bướm đêm trong họ Geometridae.